# 마이어 랜스키

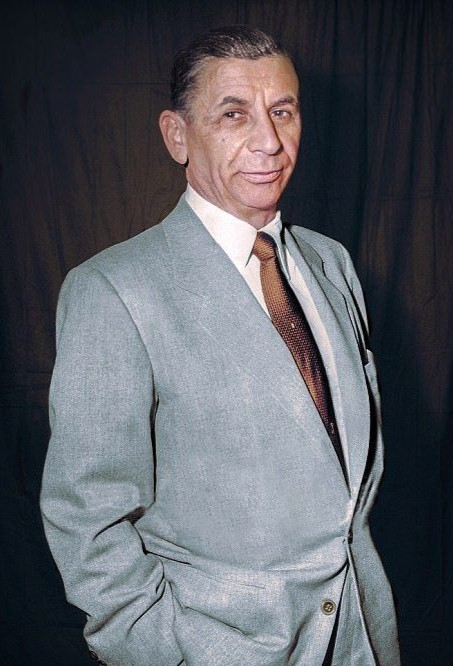
1958년 모습

마이어 랜스키(Meyer Lansky, 본명: Maier Suchowljansky, 1902년 7월 4일 – 1983년 1월 15일)는 "마피아의 회계사"(Mob's Accountant)로 알려진 미국의 조직 범죄 인물로 동료 찰스 "럭키" 루치아노와 함께 미국의 내셔널 크라임 신디케이트 개발에 중요한 역할을 했다.
유대인 마피아의 일원인 랜스키는 전 세계로 뻗어나가는 도박 제국을 발전시켰다. 라스베가스, 쿠바, 마이애미, 뉴올리언스 등의 카지노에서 포인트(퍼센트)를 보유하고 있는 것으로 전해졌다. 랜스키는 이탈리아계 미국인 마피아에 강한 영향력을 행사했다. 1932년 자금세탁과 역외금융을 도입해 지하범죄를 통합하는 데 큰 역할을 했으며, 1950년대에는 헤로인 거래에서 현금으로 사용됐다. 랜스키자신이 그에 대한 많은 비난을 부인했기 때문에 이 역할의 전체 범위는 일부 논쟁의 주제였다.
거의 50년 동안 조직 범죄의 일원/가담자였음에도 불구하고 랜스키는 불법 도박보다 더 심각한 범죄로 유죄 판결을 받은 적이 없다. 미국 역사상 가장 재정적으로 성공한 갱스터 중 한 명이라는 유산을 가지고 있다. 쿠바를 떠나기 전 랜스키의 재산은 약 2천만 달러(2023년 기준 1억 8,400만 달러)로 추정됐다. 1983년 그가 사망했을 때 그의 가족은 그의 재산이 약 $57,000(2023년 $174,371에 해당)에 불과하다는 사실을 알게 되었다.